# Präpariertes Klavier

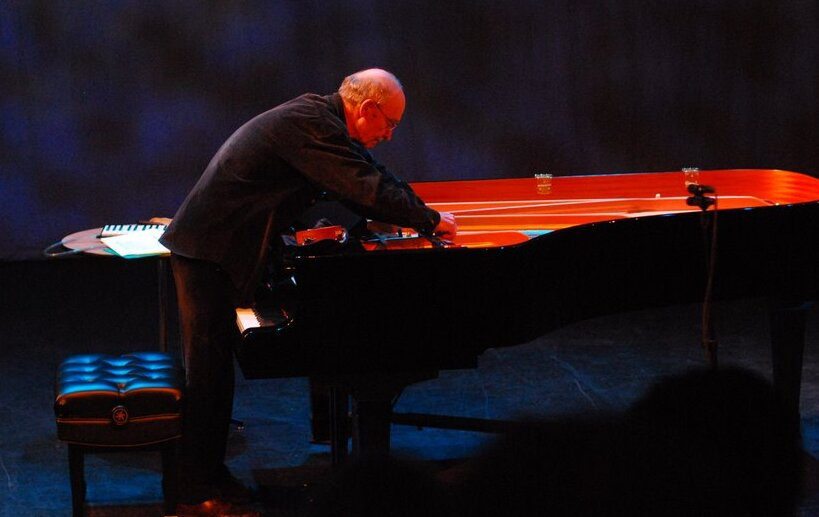
Christian Wolff mit präpariertem Flügel, 2007

Das präparierte Klavier ist eine von John Cage eingeführte Technik, an bestimmten Stellen der Saitenchöre eines Klaviers Gegenstände wie Radiergummis, Nägel, Papier usw. einzusetzen, die entweder Mehrklänge, Flageoletttöne oder perkussive Klänge hervorbringen. „Erfunden“ wurde die Präparation gewissermaßen mit Cages Stück Bacchanale, das er 1938 begann und 1940 vollendete. Die Uraufführung erfolgte am 28. April 1940 in Seattle als Ballettmusik für die Tänzerin Syvilla Fort (1917–1975).
Ein ähnlicher Effekt war schon im 18. Jahrhundert beim frühen Hammerklavier bekannt, an dem etwa Papierstreifen zwischen Saite und Hämmerchen gesetzt wurden, was besondere Klangeffekte hervorbrachte.
Mittlerweile ist die Technik des Präparierens weit verbreitet, sowohl im Bereich der Kunstmusik als auch im Jazz und im Bereich des Dark Wave.

## Entstehungsgeschichtliches

### Klangkomposition
Bis weit in das 20. Jahrhundert hinein erforschten verschiedene Komponisten immer wieder neue Möglichkeiten, das Klangspektrum des Klaviers zu erweitern.
Ferruccio Busoni etwa zweifelte an der temperierten Stimmung des Klaviers und bemängelte die Schulung des westlichen Ohres, das durch Gewohnheit so angepasst sei, „dass es feinere Differenzierungen nur im Sinne der Unreinheit wahrnehmen könne.“ Charles Ives schrieb in der Ermangelung mikrotonaler Instrumente seine Drei Vierteltonstücke (1925) für zwei Klaviere, die um einen Viertelton gegeneinander versetzt gestimmt waren. Ihnen gemeinsam war die Konzentration auf die Ausweitung der Tonskala.
Die wesentliche Innovation, die Cage auch einen gebührenden Platz in der Geschichte der Musik und speziell der Klaviersonate beschert hat, ist daher auch die Veränderung des Timbres durch beinahe handwerklich zu nennende Änderungen am Klavier: Das Einbringen von Fremdgegenständen in den Klangkörper oder auf die Saiten. Die Manipulation des Klangbildes am Instrument selbst grenzt ihn von den Neuerungen anderer Komponisten ab.
Die Idee der Präparierung der Klaviersaiten selbst geht jedoch nicht auf Cage zurück. Pionier darin, durch Eingriffe auf das Schwingungsverhalten der Klaviersaiten den ursprünglichen Klang zu verändern, war Henry Cowell. Cage als sein Schüler hatte ihm während des Studiums häufiger assistiert, als er seit 1923 in seinen Klavierstücken begann, Saiten zu dämpfen, um Klangmanipulationen und Obertoneffekte zu erreichen. Cowell hatte die Dämpfungen hauptsächlich durch Finger und Hände zu erreichen versucht. In einigen Ausnahmefällen nutzte er auch fremde Objekte, ging dabei jedoch niemals so weit wie später sein Schüler.
Die Komposition mithilfe von ungewohnten Geräuschen, und der Import von bis dahin als außermusikalisch angesehenen Lauten findet sich auch in vielen Werken Erik Saties, wie etwa der Parade; auch andere Komponisten experimentierten damit.
Cage arbeitete mit Gegenständen des Alltags. Er verwendete Schrauben, Nägel, Bolzen und aus Filzfaser bestehende Dichtungsmaterialien. Sogar eine Kuchenplatte und Radiergummis fanden den Weg auf die Saiten. Als Cage schließlich das geeignete Präparationsmaterial gefunden hatte, das nicht nur zwischen den Saiten haften blieb, sondern auch die gewünschten perkussiven bis glockenartigen Klänge produzierte, hatte er gleichzeitig die natürliche Spielweise des Klaviers erhalten: Hatte man sich an die klanglichen Eigenheiten pianistischer Möglichkeiten erst einmal gewöhnt, konnte das Instrument – wenn auch etwas leiser als sonst – in all seinen virtuosen Möglichkeiten bespielt werden.
Diese Klangmanipulationen sind es, die die eigentliche Revolution der Klaviermusik ausmachen. Die ursprünglichen Farben der Töne wandelten sich drastisch und ließen sich oft kaum mehr als solche erkennen, je nachdem, woraus die Präparierung bestand und wo an den Saiten man sie befestigte.
In seinem 1937 formuliertem Credo hatte Cage schon sein Ziel formuliert:

„Es gilt das akademisch verbotene, nichtmusikalische Klangfeld, soweit dies manuell möglich ist, zu erforschen.“

Nachdem Schönberg die Tonskala bereits von der Vorherrschaft eines tonalen Zentrums entbunden und die zwölf Töne enthierarchisiert hatte, erhob Cage dieses Prinzip auf eine weitere Ebene, indem er das Schönbergsche Konzept auf den gesamten Klangraum ausdehnte. Seiner schon früh geprägten Ansicht, dass „die Dinge nicht nur schön sein müssen.“ trug er so Rechnung, strebte er doch die Gleichberechtigung aller Klänge ohne Beachtung ihrer ästhetischen Qualität an. In den Klangkatalog des präparierten Klaviers nahm er daher auch absichtlich unangenehme Klänge auf.
Im Falle der Sonatas and Interludes etwa, Cage berühmtestem Werk für präpariertes Klavier, ist das Klangbild in den unteren Lagen – besonders aufgrund der doppelten Präparierungen mit Metall oder Plastik und Gummi – deutlich getrübt mit klaren Assoziationen zu Perkussionsinstrumenten. In den mittleren Lagen der Klaviatur dominieren gedämpftere Timbres, in den hohen Lagen nimmt der Klang an Helligkeit zu.

### Die Verwendung als Perkussionsensemble
Als John Cage im Jahre 1940 für die Begleitmusik zum Bacchanale – es sollte das erste Stück für präpariertes Klavier sein – der Tänzerin Syvilla Fort erstmals die Klaviersaiten mit verschiedenen Materialien belegte und damit schlagzeugartige Klänge und Geräusche erzeugte, suchte er einen Weg, um im Cornish Theatre in Seattle, wo die Aufführung stattfinden sollte, seine Vorstellung von an Schlaginstrumente gebundener, afrikanischer Musik zu erzeugen: Das Theater selbst bot nur Platz für einen Flügel.
Mit der Konzeption des präparierten Klaviers stellte sich John Cage an die Spitze einer Bewegung des 20. Jahrhunderts.
Igor Strawinsky hatte mit seinen Orchesterstücken – allen voran Le sacre du printemps – die Emanzipation des Rhythmus vorangetrieben und Perkussionsinstrumente in den folgenden Jahren nach der Uraufführung von 1913 für Komponisten populär gemacht.
In seinen Klavierstücken – etwa Piano-Rag-Music – übernimmt das Klavier die Rolle eines Schlaginstrumentes, welches die Tonalität und Harmonik zwar nicht verdrängt, ihnen aber eine durchaus sekundäre Funktion zuteilwerden lässt. Vorreiter war hier Sergej Prokofjew, der mit seiner Toccata von 1912 einen eigenen Stil motorischer Musik schuf. Auch Béla Bartóks clusterähnliche Klangzusammenballungen in der Sonate verweisen auf eine Gewichtung der rhythmischen Struktur des musikalischen Materials.

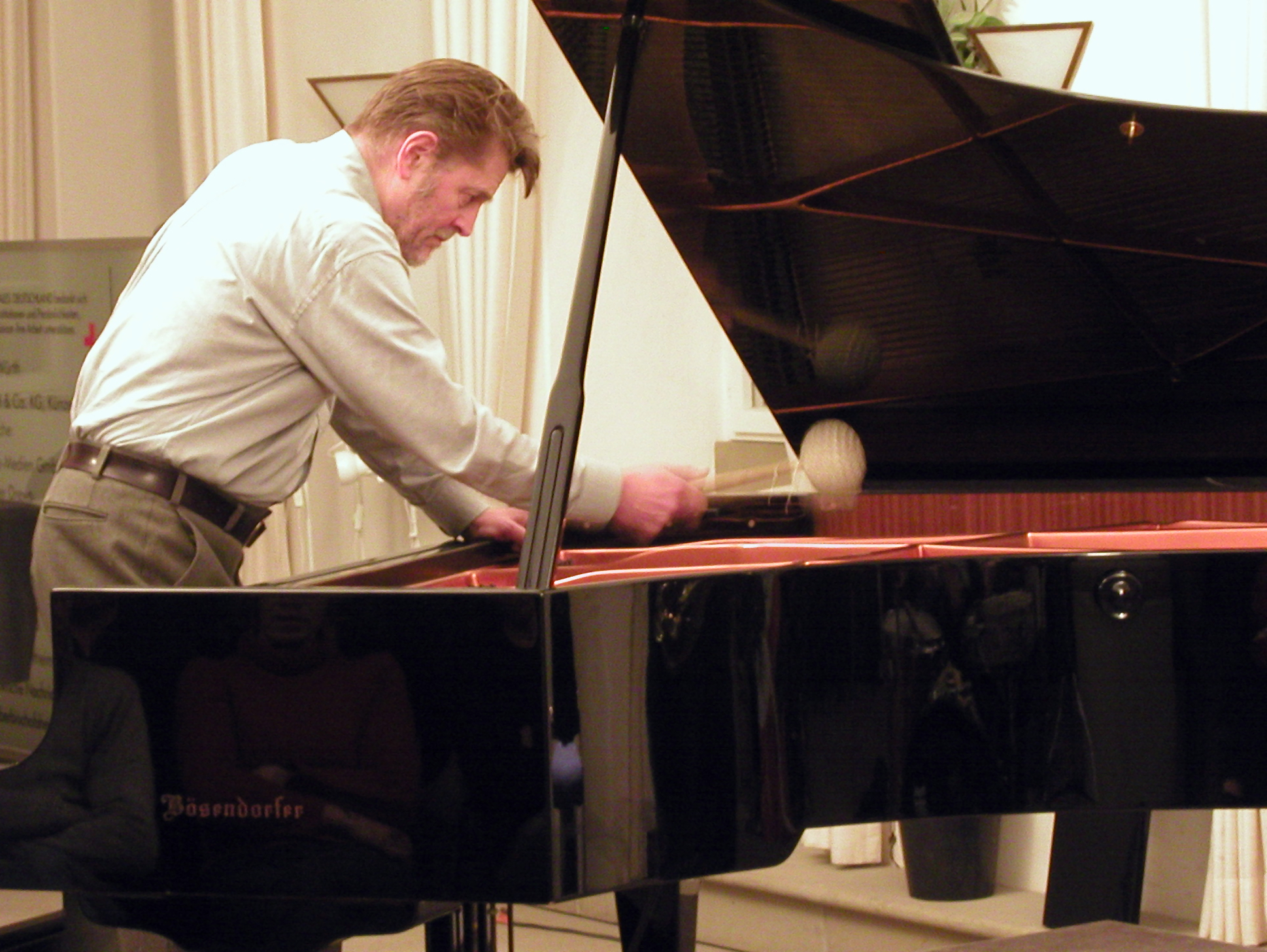
Alexander von Schlippenbach (2004)

John Cage folgte mit seinem Interesse für Schlagzeug und Perkussion somit zwar einer Zeiterscheinung, hatte sich jedoch schon während seines Studiums bei Henry Cowell intensiv mit den akustischen Möglichkeiten dieser Instrumentengattung befasst, und kam in seinem musikalischen Credo von 1937 auch zu dem Schluss, die Zukunft der Musik zwar in der elektronischen Klangerzeugung zu sehen, aufgrund der Unausgereiftheit elektrischer Instrumente aber Schlagzeugmusik als Übergangslösung zu akzeptieren:

„Perkussionsmusik ist eine Übergangslösung der klavierbeeinflussten Musik bis zum Erreichen der finalen Musik der Zukunft.“

Mit dem präparierten Klavier vollzog er diesen Schritt äußerst radikal und mit traditionsabgrenzender Konsequenz: Der Wandel von harmonischen und melodischen Funktionen des Klaviers hin zu reinen Klangeindrücken – von denen ein Großteil perkussiver Natur ist – treibt die Zurückdrängung tonaler Zusammenhänge, abseits von parallelen Musikphänomenen wie etwa der Dodekaphonie, auf die Spitze.
Dass das Instrument jedoch mehr war als eine Interimslösung bis zur Verfügbarkeit von Synthesizern – die die Klangmanipulationen ohne aufwändige Vorarbeiten bereitstellen können – zeigt u. a. die späte Komposition 34’46.776: Cage blieb dem präparierten Klavier noch immer treu, als endlich die ersehnten Mittel elektronischer Klangerzeugung in befriedigender Qualität verfügbar waren.

## Aktuelle Verwendung
Neben Cage verwendeten auch andere Komponisten das Präparierte Klavier. Unabhängig von Cages eigenen Experimenten komponierte der Mexikaner Conlon Nancarrow ab 1947 ausschließlich für Player Piano und präparierte zum Teil die Saiten der Klaviere aus klanglichen Gründen. Weiterhin haben Earle Brown, Boris Berman, Ruth Schönthal, Alfred Schnittke (Concerto Grosso Nr. 1), Arvo Pärt (Tabula rasa; in einer Fassung für 2 Violinen, Streichorch. u. präp. Klavier) oder Mario Bertoncini Werke für präpariertes Klavier geschrieben. Mit der Präparation gelangt der Klavierklang auch in die Nähe südostasiatischer Gamelan-Musik. Dieser Klangeffekt trug wesentlich zur Entstehung der Kompositionen Balijava (1971) und Mandala (1972) von Peter Michael Hamel bei. Aktuell sind hier Komponisten wie Iancu Dumitrescu, Iris ter Schiphorst, Ana-Maria Avram, Joseph Schwantner, Se-Lien Chuang, Thuon Burtevitz oder Dietmar Bonnen zu nennen.

Seit dem Ende der 1960er Jahre ist die Präparierung als Extended technique auch in den freien Jazz eingewandert. Pianisten wie Keith Tippett, Irène Schweizer oder Alexander von Schlippenbach präparieren in der Regel mehrere Saiten, in dem sie Holzblöcke oder Metallgegenstände in den Flügel legen. Zahlreiche weitere Pianisten wie Philip Zoubek, Simon Nabatov, Myra Melford, Sophie Agnel oder Sylvie Courvoisier sind ihnen gefolgt. Häufig verändern sie die Präparation während eines Stückes. Der Einsatz des präparierten Klaviers ist seit langem nicht mehr der Avantgarde vorbehalten: So arbeitete Keith Jarrett bereits in seinen Solo Concerts Bremen/Lausanne mit dieser Technik, die auch Esbjörn Svensson bei den Konzerten von e.s.t. immer wieder anwendete. Der australische Jazz-Pianist und Neue Musik-Komponist Anthony Pateras sieht in der Erweiterung des Piano-Klangraums ohne elektronische Hilfsmittel einen seiner Schwerpunkte. Chris Burn bezieht eine Vielzahl von Trommeln, Becken, Glocken und anderen klingenden Objekte in das präparierte Spiel ein. Andrea Neumann spielt auf einem tastaturfreien „Innenklavier“, dass sie mit vielen verschiedenen Alltagsobjekten präpariert. 

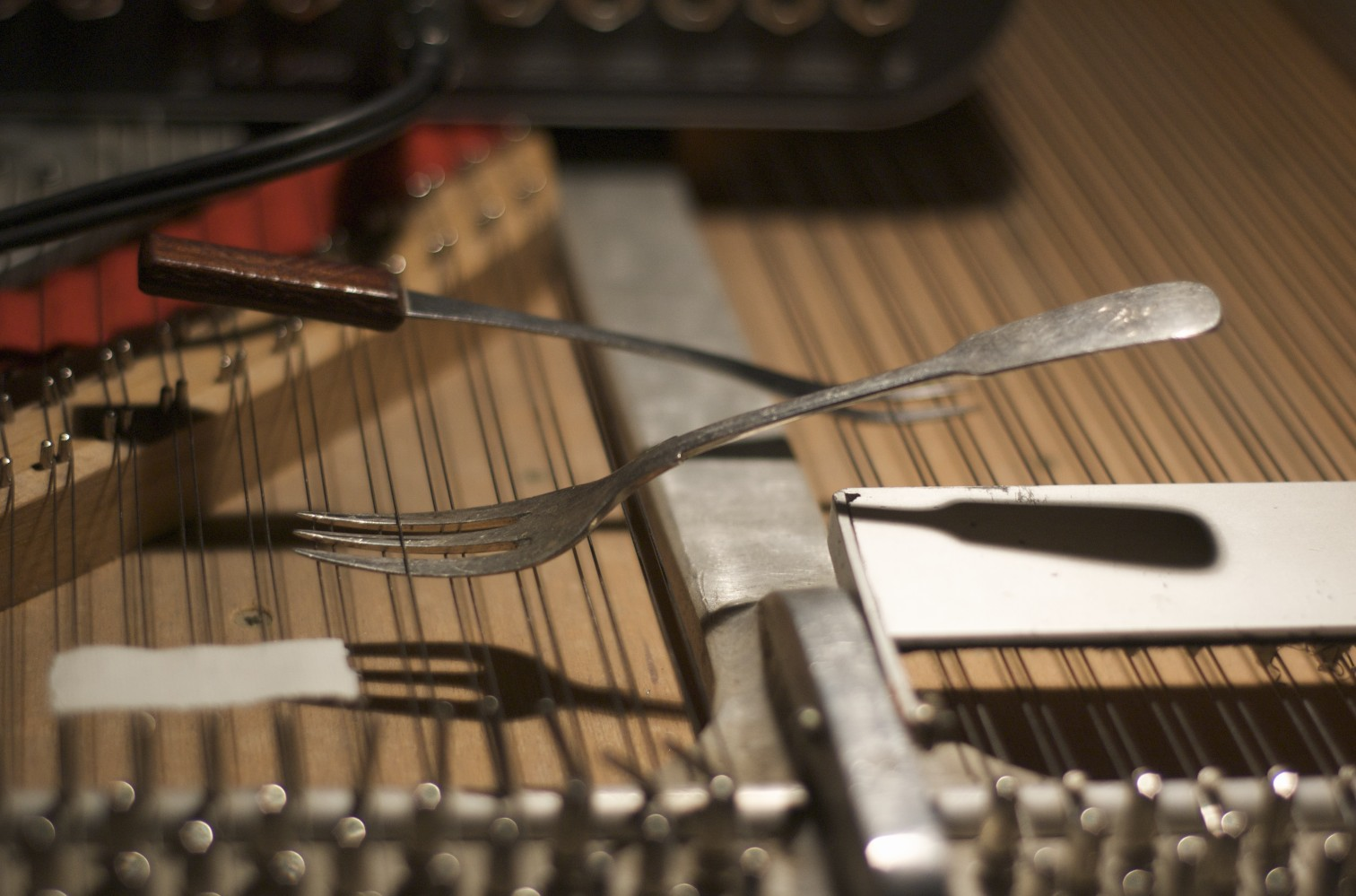
Das präparierte Innenklavier von Andrea Neumann

Die Dark-Wave-Band Deine Lakaien benutzt auf ihren Akustikauftritten auch einen präparierten Flügel. Ebenso nutzte Aphex Twin für sein 2001 veröffentlichtes Album drukqs zahlreiche Aufnahmen präparierter Klaviere. Der deutsche Musiker Volker Bertelmann veröffentlichte 2005 unter dem Pseudonym Hauschka das Album The Prepared Piano, auf dem er sich intensiv mit den Möglichkeiten präparierter Klaviere auseinandersetzte. Das Electronica-Duo Grandbrothers verwendet ein mit elektronisch gesteuerten Hämmern und Magneten ausgerüstetes Klavier.
Die Idee des Änderns des Timbre ist auch auf andere Instrumente wie zum Beispiel die Gitarre übertragen worden; Keith Rowe und Hans Reichel erforschten auf der E-Gitarre die Technik der Präparation, die heute im Avantgarde-Rock von Bands wie Sonic Youth verwendet wird; es sind auch spezielle Instrumente wie die Third-Bridge-Gitarre entwickelt worden.
Ein frühes Beispiel für mechanische Klangänderung des Klaviers stellt das Luthéal dar.